# Bentonville (Arkansas)

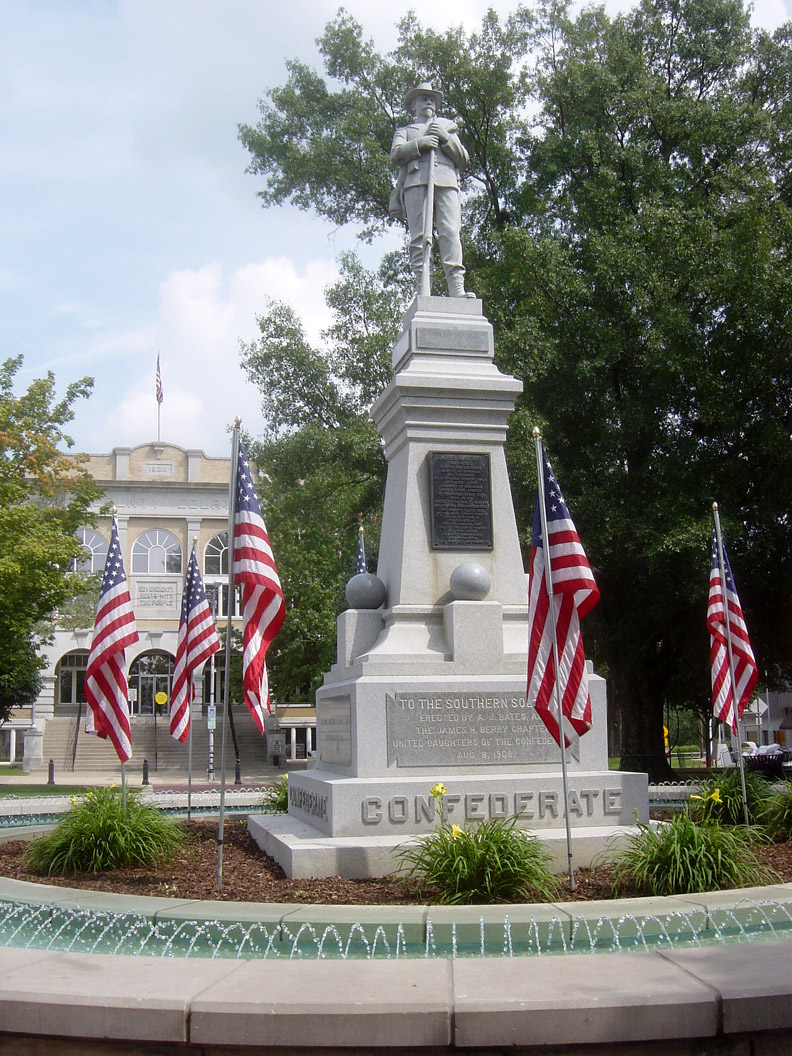
Konföderierten-Monument in Bentonville, erbaut 1908

Bentonville ist eine Stadt im Benton County im US-Bundesstaat Arkansas. Das U.S. Census Bureau hat bei der Volkszählung 2020 eine Einwohnerzahl von 54.164 ermittelt. Bentonville ist Sitz der County-Verwaltung (County Seat). Das Stadtgebiet hat eine Größe von 55 km².

## Geschichte
Das Gebiet auf dem heute Bentonville liegt, war früher von Osage-Indianer bewohnt. Bentonville wurde nach Thomas Hart Benton benannt, einem Senator aus Missouri.
1834 wurde Arkansas unabhängig. Während des Amerikanischen Bürgerkriegs wurde Bentonville mehrmals erobert. In der Nähe fand 1862 die Schlacht am Pea Ridge statt. Zuletzt war Bentonville Station von Shermans Eroberungsfeldzug 1864.

## Museum
Das Crystal Bridges Museum of American Art, entworfen vom Architekten Moshe Safdie, wurde 2011 eröffnet. Die Sammlung des Museums wurde von der Erbin des Konzerns Walmart, Alice Walton, zusammengetragen und wird aus ihren Mitteln ständig erweitert.

## Wirtschaft
In Bentonville befindet sich der Firmensitz des Einzelhandelskonzerns Walmart, dem weltweit umsatzstärksten Unternehmen mit einem Jahresumsatz von mehr als 500,3 Milliarden US-Dollar im Geschäftsjahr 2017. Der massive Bevölkerungsanstieg dürfte teilweise darauf beruhen. Ebenso kommen einige Touristen nach Bentonville um den ersten Laden zu besuchen, den der Wal-Mart-Gründer Sam Walton im Jahre 1950 eröffnete.

## Söhne und Töchter der Stadt
- James Henderson Berry (1841–1913), Politiker
- Asa Hutchinson (* 1950), Politiker
- Doug McMillon (* 1966), Manager
- Louise Thaden (1905–1979), Pilotin